# 아일랜드 내전
아일랜드 내전 (아일랜드어: Cogadh Cathartha na hÉireann; 1922년 6월 28일 – 1923년 5월 24일)은 아일랜드 독립 전쟁 이후에 발생했으며, 영국으로부터 독립하였으나 대영 제국 연방 내에 속해 있던 아일랜드 자유국이 수립되는 과정에서 벌어진 전쟁이었다.
이 내전은 조약 찬성파 아일랜드 임시 정부와 조약 반대파 아일랜드 공화국군 사이에 영국-아일랜드 조약을 둘러싸고 벌어졌다. 임시 정부(1922년 12월에 아일랜드 자유국이 됨)는 조약의 내용을 지지한 반면, 아일랜드 공화국군은 이를 1916년 부활절 봉기 때 선포된 아일랜드 공화국에 대한 배신으로 간주했다. 이 전쟁에 참전한 많은 이들은 독립 전쟁(1919년–1922년) 기간 동안 아일랜드 공화국군에서 영국에 맞서 함께 싸웠지만, 독립 전쟁이 끝나고 조약 협상이 시작된 후 양측으로 갈라섰다.
내전은 조약 지지파인 국민군의 승리로 끝났다. 국민군은 7월 초까지 더블린을 먼저 장악한 후, 남부와 서부의 조약 반대파 거점들, 특히 '먼스터 공화국'으로 불린 지역에 대한 공세를 펼쳤다. 8월 말까지 모든 주요 도시들은 국민군에게 점령되었다. 이후 아일랜드 내전은 10개월간의 유격전 단계로 접어들었다가, 공화국군 지도부가 모든 부대에 '무기 투항(dump arms)' 명령을 내리면서 사실상 종식되었다. 국민군은 영국 정부로부터 상당량의 무기를 지원받아 유리한 위치에 있었다. 특히 포와 장갑차 지원이 큰 도움이 되었다.
이 전쟁은 아일랜드 사회에 여러 세대에 걸쳐 분열과 깊은 앙금을 남겼다. 오늘날 아일랜드의 세 주요 정당은 이 전쟁에서 대립했던 양측 세력으로부터 직접적으로 유래했다. 피너 게일(Fine Gael)은 조약을 지지했던 세력으로부터, 피어너 팔(Fianna Fáil)은 에이먼 데 벌레라가 조약 반대파 공화주의자들의 주류를 기반으로 결성한 정당으로부터, 그리고 신 페인(Sinn Féin)은 분할을 찬성하는 정당에 합류하기를 거부한 소수의 조약 반대파 공화주의자들로 이루어진 정당이다.

## 배경

### 조약

#### 아일랜드 독립전쟁
영국-아일랜드 조약은 아일랜드의 독립주의자들과 영국 정부가 1919년 ~ 1921년까지 벌인 아일랜드 독립전쟁에서 비롯했다. 조약은 아일랜드의 32개 군 중에서 26개 주의 자치를 보장하고 아일랜드 자체 군대와 경찰을 인정했다.
많은 독립주의자가 독립된 공화국을 바랐지만 이 조약에서의 아일랜드 자유국은 캐나다, 오스트레일리아와 마찬가지로 영국 군주를 수장으로 섬기는 대영 제국의 일원이었다. 또 국회의원은 다음과 같은 충성서약을 해야 했다.
| “ | 나는 ... 법에 의해 세워진 아일랜드 자유 주의 의회에 충성할 것을 진정한 신의로써 엄숙히 맹세한다. 또한 나는 대영제국과 함께하는 공통의 시민권과 영연방 구성국들과의 유대를 위해, 법에 의해 국왕 조지5세 전하와 그 상속자와 계승자에게 충성할 것이다. | ” |

#### 조약반대

##### 아일랜드 공화국군의 반대
아일랜드 독립전쟁 당시 영국군에 대항해 싸웠던 IRA대원의 약 70%가 조약을 반대했고 이들은 영국과 아일랜드간의 공식적인 법적 관계를 완전히 끊고 완전한 아일랜드의 독립을 이뤄내야된다고 주장했다.

##### 6개 카운티의 반대
또한 북아일랜드의 6개 카운티가 자유국 영토에 속하게 되지 않는다는 것에도 반대했다. 조약반대파는 또한 빈부격차 문제보다는 영국에 대한 민족의 독립이 우선이라 생각하여, 영국에 대해서는 비타협적인 태도를 취하고 민족적인 상공인과도 연합하려 하였다.

##### 찬성주장
그러나 조약 지지 세력은 조약을 미래에 있을 완전독립의 발판으로 삼아야된다고 주장했다. 이들은 가난한 농민, 노동자 계급을 대변하고 영국과는 타협적인 입장에 있었다.

#### 결과
전쟁은 결국 IRA의 궤멸로 끝이 났다. 이 내전은 아일랜드 사회를 분열시켰고 오늘날까지도 영향을 미치고 있다. 이후 IRA는 과격한 소수의 테러조직 형태로 운영되고 여러 가지 폭탄 테러를 일으켰다.
영국으로 남은 북아일랜드 지역의 아일랜드 인들 중에는 종교적으로 아일랜드 성공회 신도가 늘어났다. 내전의 절정은 더블린의 오코넬 거리에서 벌어진 더블린 전투였다.

## 영화
켄 로치 감독에 의해 제작된 아일랜드 독립운동과 내전을 다룬 영화 《보리밭을 흔드는 바람》이 2006년 개봉되어 칸 영화제에서 황금종려상을 수상하였다.